# 2003 LD7
2003 LD7, também escrito como 2003 LD7, é um objeto transnetuniano que está localizado no Cinturão de Kuiper, uma região do Sistema Solar. Este corpo celeste está em uma ressonância orbital de 4:7 com o planeta Netuno. Ele possui uma magnitude absoluta de 6,9 e tem um diâmetro estimado com 183 km.

## Descoberta
2003 LD7 foi descoberto no dia 1 de junho de 2003 pelo astrônomo Marc W. Buie.

## Órbita
A órbita de 2003 LD7 tem uma excentricidade de 0,041 e possui um semieixo maior de 42,900 UA. O seu periélio leva o mesmo a uma distância de 41,146 UA em relação ao Sol e seu afélio a 44,655 UA.